# Tour Down Under 2024
Tour Down Under 2024 var den 24:e upplagan av det australiska etapploppet Tour Down Under. Cykelloppets sex etapper kördes mellan 16 och 21 januari 2024 med start i Tanunda och målgång på Mount Lofty. Loppet var en del av UCI World Tour 2024 och vanns av brittiske Stephen Williams från cykelstallet Israel–Premier Tech.

## Deltagande lag
| WorldTeams (18)- Alpecin-Deceuninck - Arkéa-B&B Hotels - Astana Qazaqstan Team - Bora-Hansgrohe - Cofidis - EF Education-EasyPost - Ineos Grenadiers - Intermarché-Wanty - Lidl-Trek - Movistar Team - Soudal Quick-Step - Team Jayco AlUla - Team Visma \| Lease a Bike - UAE Team Emirates - Team dsm-firmenich PostNL - Bahrain Victorious - Groupama-FDJ - Decathlon-AG2R La Mondiale ProTeam- Israel-Premier Tech Landslag- Australien |
| |

## Etapper
| Etapp | Datum  | Start – mål                     | type        | Distans (km) | Höjdskillnad (m) | Etappvinnare     | Totalledare      |
| ----- | ------ | ------------------------------- | ----------- | ------------ | ---------------- | ---------------- | ---------------- |
| 1     | 16 jan | Tanunda – Tanunda               | Flack etapp | 144          | 1 381 m          | Sam Welsford     | Sam Welsford     |
| 2     | 17 jan | Norwood – Lobethal              |             | 141,6        | 2 269 m          | Isaac Del Toro   | Isaac Del Toro   |
| 3     | 18 jan | Tea Tree Gully – Campbelltown   | Flack etapp | 145,3        | 1 606 m          | Sam Welsford     | Isaac Del Toro   |
| 4     | 19 jan | Murray Bridge – Port Elliot     | Flack etapp | 136,2        | 575 m            | Sam Welsford     | Isaac Del Toro   |
| 5     | 20 jan | Christies Beach – Willunga Hill | Kuperat     | 129,3        | 1 437 m          | Oscar Onley      | Stephen Williams |
| 6     | 21 jan | Unley – Mount Lofty             | Kuperat     | 128,2        | 2 344 m          | Stephen Williams | Stephen Williams |

### 1:a etappen
| Tanunda - Tanunda | Flack etapp | (144 km) |

| \| Placeringar i etappen \| Placeringar i etappen \| Placeringar i etappen \| Placeringar i etappen \| Placeringar i etappen \| \| Cyklist \| Cyklist \| Lag \| Tid \| \| \| --------------------- \| --------------------- \| --------------------- \| --------------------- \| --------------------- \| \| 1. \| Sam Welsford \| Bora-Hansgrohe \| 3t 25' 56" \| \| \| 2. \| Phil Bauhaus \| Bahrain Victorious \| + 0" \| \| \| 3. \| Biniam Girmay \| Intermarché-Wanty \| + 0" \| \| \| 4. \| Caleb Ewan \| Team Jayco AlUla \| + 0" \| \| \| 5. \| Jhonatan Narváez \| Ineos Grenadiers \| + 0" \| \| \| 6. \| Max Kanter \| Astana Qazaqstan Team \| + 0" \| \| \| 7. \| Danny van Poppel \| Bora-Hansgrohe \| + 0" \| \| \| 8. \| Corbin Strong \| Israel-Premier Tech \| + 0" \| \| \| 9. \| Madis Mihkels \| Intermarché-Wanty \| + 0" \| \| \| 10. \| Mathias Vacek \| Lidl-Trek \| + 0" \| \| |                  |                       |            |
| |                  |                       |            |
| Källa: ProCyclingStats |                  |                       |            |
| Placeringar i etappen |                  |                       |            |
| Cyklist | Cyklist          | Lag                   | Tid        |
| 1. | Sam Welsford     | Bora-Hansgrohe        | 3t 25' 56" |
| 2. | Phil Bauhaus     | Bahrain Victorious    | + 0"       |
| 3. | Biniam Girmay    | Intermarché-Wanty     | + 0"       |
| 4. | Caleb Ewan       | Team Jayco AlUla      | + 0"       |
| 5. | Jhonatan Narváez | Ineos Grenadiers      | + 0"       |
| 6. | Max Kanter       | Astana Qazaqstan Team | + 0"       |
| 7. | Danny van Poppel | Bora-Hansgrohe        | + 0"       |
| 8. | Corbin Strong    | Israel-Premier Tech   | + 0"       |
| 9. | Madis Mihkels    | Intermarché-Wanty     | + 0"       |
| 10. | Mathias Vacek    | Lidl-Trek             | + 0"       |

| \| Totaltävlingen \| Totaltävlingen \| Totaltävlingen \| Totaltävlingen \| Totaltävlingen \| \| Cyklist \| Cyklist \| Lag \| Tid \| \| \| -------------- \| ----------------- \| --------------------- \| -------------- \| -------------- \| \| 1. \| Sam Welsford \| Bora-Hansgrohe \| 3t 25' 46" \| \| \| 2. \| Phil Bauhaus \| Bahrain Victorious \| + 4" \| \| \| 3. \| Biniam Girmay \| Intermarché-Wanty \| + 6" \| \| \| 4. \| Corbin Strong \| Israel-Premier Tech \| + 7" \| \| \| 5. \| Georg Zimmermann \| Intermarché-Wanty \| + 7" \| \| \| 6. \| Finn Fisher-Black \| UAE Team Emirates \| + 7" \| \| \| 7. \| Louis Barré \| Arkéa-B&B Hotels \| + 8" \| \| \| 8. \| Jhonatan Narváez \| Ineos Grenadiers \| + 9" \| \| \| 9. \| Caleb Ewan \| Team Jayco AlUla \| + 10" \| \| \| 10. \| Max Kanter \| Astana Qazaqstan Team \| + 10" \| \| |                   |                       |            |
| |                   |                       |            |
| Källa: ProCyclingStats |                   |                       |            |
| Totaltävlingen |                   |                       |            |
| Cyklist | Cyklist           | Lag                   | Tid        |
| 1. | Sam Welsford      | Bora-Hansgrohe        | 3t 25' 46" |
| 2. | Phil Bauhaus      | Bahrain Victorious    | + 4"       |
| 3. | Biniam Girmay     | Intermarché-Wanty     | + 6"       |
| 4. | Corbin Strong     | Israel-Premier Tech   | + 7"       |
| 5. | Georg Zimmermann  | Intermarché-Wanty     | + 7"       |
| 6. | Finn Fisher-Black | UAE Team Emirates     | + 7"       |
| 7. | Louis Barré       | Arkéa-B&B Hotels      | + 8"       |
| 8. | Jhonatan Narváez  | Ineos Grenadiers      | + 9"       |
| 9. | Caleb Ewan        | Team Jayco AlUla      | + 10"      |
| 10. | Max Kanter        | Astana Qazaqstan Team | + 10"      |

### 2:a etappen
| Norwood - Lobethal |  | (141,6 km) |

| \| Placeringar i etappen \| Placeringar i etappen \| Placeringar i etappen \| Placeringar i etappen \| Placeringar i etappen \| \| Cyklist \| Cyklist \| Lag \| Tid \| \| \| --------------------- \| --------------------- \| --------------------- \| --------------------- \| --------------------- \| \| 1. \| Isaac Del Toro \| UAE Team Emirates \| 3t 29' 37" \| \| \| 2. \| Corbin Strong \| Israel-Premier Tech \| + 0" \| \| \| 3. \| Stephen Williams \| Israel-Premier Tech \| + 0" \| \| \| 4. \| Biniam Girmay \| Intermarché-Wanty \| + 0" \| \| \| 5. \| Caleb Ewan \| Team Jayco AlUla \| + 0" \| \| \| 6. \| Lars Boven \| Alpecin-Deceuninck \| + 0" \| \| \| 7. \| Ruben Guerreiro \| Movistar Team \| + 0" \| \| \| 8. \| Danny van Poppel \| Bora-Hansgrohe \| + 0" \| \| \| 9. \| Max Kanter \| Astana Qazaqstan Team \| + 0" \| \| \| 10. \| Laurence Pithie \| Groupama-FDJ \| + 0" \| \| |                  |                       |            |
| |                  |                       |            |
| Källa: ProCyclingStats |                  |                       |            |
| Placeringar i etappen |                  |                       |            |
| Cyklist | Cyklist          | Lag                   | Tid        |
| 1. | Isaac Del Toro   | UAE Team Emirates     | 3t 29' 37" |
| 2. | Corbin Strong    | Israel-Premier Tech   | + 0"       |
| 3. | Stephen Williams | Israel-Premier Tech   | + 0"       |
| 4. | Biniam Girmay    | Intermarché-Wanty     | + 0"       |
| 5. | Caleb Ewan       | Team Jayco AlUla      | + 0"       |
| 6. | Lars Boven       | Alpecin-Deceuninck    | + 0"       |
| 7. | Ruben Guerreiro  | Movistar Team         | + 0"       |
| 8. | Danny van Poppel | Bora-Hansgrohe        | + 0"       |
| 9. | Max Kanter       | Astana Qazaqstan Team | + 0"       |
| 10. | Laurence Pithie  | Groupama-FDJ          | + 0"       |

| \| Totaltävlingen \| Totaltävlingen \| Totaltävlingen \| Totaltävlingen \| Totaltävlingen \| \| Cyklist \| Cyklist \| Lag \| Tid \| \| \| -------------- \| ----------------- \| ------------------- \| -------------- \| -------------- \| \| 1. \| Isaac Del Toro \| UAE Team Emirates \| 6t 55' 22" \| \| \| 2. \| Corbin Strong \| Israel-Premier Tech \| + 2" \| \| \| 3. \| Biniam Girmay \| Intermarché-Wanty \| + 7" \| \| \| 4. \| Stephen Williams \| Israel-Premier Tech \| + 7" \| \| \| 5. \| Georg Zimmermann \| Intermarché-Wanty \| + 8" \| \| \| 6. \| Finn Fisher-Black \| UAE Team Emirates \| + 8" \| \| \| 7. \| Louis Barré \| Arkéa-B&B Hotels \| + 9" \| \| \| 8. \| Caleb Ewan \| Team Jayco AlUla \| + 10" \| \| \| 9. \| Jhonatan Narváez \| Ineos Grenadiers \| + 10" \| \| \| 10. \| Danny van Poppel \| Bora-Hansgrohe \| + 11" \| \| |                   |                     |            |
| |                   |                     |            |
| Källa: ProCyclingStats |                   |                     |            |
| Totaltävlingen |                   |                     |            |
| Cyklist | Cyklist           | Lag                 | Tid        |
| 1. | Isaac Del Toro    | UAE Team Emirates   | 6t 55' 22" |
| 2. | Corbin Strong     | Israel-Premier Tech | + 2"       |
| 3. | Biniam Girmay     | Intermarché-Wanty   | + 7"       |
| 4. | Stephen Williams  | Israel-Premier Tech | + 7"       |
| 5. | Georg Zimmermann  | Intermarché-Wanty   | + 8"       |
| 6. | Finn Fisher-Black | UAE Team Emirates   | + 8"       |
| 7. | Louis Barré       | Arkéa-B&B Hotels    | + 9"       |
| 8. | Caleb Ewan        | Team Jayco AlUla    | + 10"      |
| 9. | Jhonatan Narváez  | Ineos Grenadiers    | + 10"      |
| 10. | Danny van Poppel  | Bora-Hansgrohe      | + 11"      |

### 3:e etappen
| Tea Tree Gully - Campbelltown | Flack etapp | (145,3 km) |

| \| Placeringar i etappen \| Placeringar i etappen \| Placeringar i etappen \| Placeringar i etappen \| Placeringar i etappen \| \| Cyklist \| Cyklist \| Lag \| Tid \| \| \| --------------------- \| --------------------- \| ------------------------- \| --------------------- \| --------------------- \| \| 1. \| Sam Welsford \| Bora-Hansgrohe \| 3t 20' 42" \| \| \| 2. \| Elia Viviani \| Ineos Grenadiers \| + 0" \| \| \| 3. \| Daniel McLay \| Arkéa-B&B Hotels \| + 0" \| \| \| 4. \| Laurence Pithie \| Groupama-FDJ \| + 0" \| \| \| 5. \| Max Kanter \| Astana Qazaqstan Team \| + 0" \| \| \| 6. \| Caleb Ewan \| Team Jayco AlUla \| + 0" \| \| \| 7. \| Álvaro Hodeg \| UAE Team Emirates \| + 0" \| \| \| 8. \| Biniam Girmay \| Intermarché-Wanty \| + 0" \| \| \| 9. \| Jhonatan Narváez \| Ineos Grenadiers \| + 0" \| \| \| 10. \| Emīls Liepiņš \| Team dsm-firmenich PostNL \| + 0" \| \| |                  |                           |            |
| |                  |                           |            |
| Källa: ProCyclingStats |                  |                           |            |
| Placeringar i etappen |                  |                           |            |
| Cyklist | Cyklist          | Lag                       | Tid        |
| 1. | Sam Welsford     | Bora-Hansgrohe            | 3t 20' 42" |
| 2. | Elia Viviani     | Ineos Grenadiers          | + 0"       |
| 3. | Daniel McLay     | Arkéa-B&B Hotels          | + 0"       |
| 4. | Laurence Pithie  | Groupama-FDJ              | + 0"       |
| 5. | Max Kanter       | Astana Qazaqstan Team     | + 0"       |
| 6. | Caleb Ewan       | Team Jayco AlUla          | + 0"       |
| 7. | Álvaro Hodeg     | UAE Team Emirates         | + 0"       |
| 8. | Biniam Girmay    | Intermarché-Wanty         | + 0"       |
| 9. | Jhonatan Narváez | Ineos Grenadiers          | + 0"       |
| 10. | Emīls Liepiņš    | Team dsm-firmenich PostNL | + 0"       |

| \| Totaltävlingen \| Totaltävlingen \| Totaltävlingen \| Totaltävlingen \| Totaltävlingen \| \| Cyklist \| Cyklist \| Lag \| Tid \| \| \| -------------- \| ----------------- \| --------------------- \| -------------- \| -------------- \| \| 1. \| Isaac Del Toro \| UAE Team Emirates \| 10t 16' 04" \| \| \| 2. \| Corbin Strong \| Israel-Premier Tech \| + 2" \| \| \| 3. \| Axel Mariault \| Cofidis \| + 5" \| \| \| 4. \| Biniam Girmay \| Intermarché-Wanty \| + 7" \| \| \| 5. \| Stephen Williams \| Israel-Premier Tech \| + 7" \| \| \| 6. \| Stefan de Bod \| EF Education-EasyPost \| + 7" \| \| \| 7. \| Georg Zimmermann \| Intermarché-Wanty \| + 8" \| \| \| 8. \| Finn Fisher-Black \| UAE Team Emirates \| + 8" \| \| \| 9. \| Louis Barré \| Arkéa-B&B Hotels \| + 9" \| \| \| 10. \| Caleb Ewan \| Team Jayco AlUla \| + 10" \| \| |                   |                       |             |
| |                   |                       |             |
| Källa: ProCyclingStats |                   |                       |             |
| Totaltävlingen |                   |                       |             |
| Cyklist | Cyklist           | Lag                   | Tid         |
| 1. | Isaac Del Toro    | UAE Team Emirates     | 10t 16' 04" |
| 2. | Corbin Strong     | Israel-Premier Tech   | + 2"        |
| 3. | Axel Mariault     | Cofidis               | + 5"        |
| 4. | Biniam Girmay     | Intermarché-Wanty     | + 7"        |
| 5. | Stephen Williams  | Israel-Premier Tech   | + 7"        |
| 6. | Stefan de Bod     | EF Education-EasyPost | + 7"        |
| 7. | Georg Zimmermann  | Intermarché-Wanty     | + 8"        |
| 8. | Finn Fisher-Black | UAE Team Emirates     | + 8"        |
| 9. | Louis Barré       | Arkéa-B&B Hotels      | + 9"        |
| 10. | Caleb Ewan        | Team Jayco AlUla      | + 10"       |

### 4:e etappen
| Murray Bridge - Port Elliot | Flack etapp | (136,2 km) |

| \| Placeringar i etappen \| Placeringar i etappen \| Placeringar i etappen \| Placeringar i etappen \| Placeringar i etappen \| \| Cyklist \| Cyklist \| Lag \| Tid \| \| \| --------------------- \| --------------------- \| --------------------- \| --------------------- \| --------------------- \| \| 1. \| Sam Welsford \| Bora-Hansgrohe \| 2t 59' 50" \| \| \| 2. \| Biniam Girmay \| Intermarché-Wanty \| + 0" \| \| \| 3. \| Lars Boven \| Alpecin-Deceuninck \| + 0" \| \| \| 4. \| Milan Fretin \| Cofidis \| + 0" \| \| \| 5. \| Laurence Pithie \| Groupama-FDJ \| + 0" \| \| \| 6. \| Gonzalo Serrano \| Movistar Team \| + 0" \| \| \| 7. \| Max Kanter \| Astana Qazaqstan Team \| + 0" \| \| \| 8. \| Antoine Huby \| Soudal Quick-Step \| + 0" \| \| \| 9. \| Phil Bauhaus \| Bahrain Victorious \| + 0" \| \| \| 10. \| Simon Clarke \| Israel-Premier Tech \| + 0" \| \| |                 |                       |            |
| |                 |                       |            |
| Källa: ProCyclingStats |                 |                       |            |
| Placeringar i etappen |                 |                       |            |
| Cyklist | Cyklist         | Lag                   | Tid        |
| 1. | Sam Welsford    | Bora-Hansgrohe        | 2t 59' 50" |
| 2. | Biniam Girmay   | Intermarché-Wanty     | + 0"       |
| 3. | Lars Boven      | Alpecin-Deceuninck    | + 0"       |
| 4. | Milan Fretin    | Cofidis               | + 0"       |
| 5. | Laurence Pithie | Groupama-FDJ          | + 0"       |
| 6. | Gonzalo Serrano | Movistar Team         | + 0"       |
| 7. | Max Kanter      | Astana Qazaqstan Team | + 0"       |
| 8. | Antoine Huby    | Soudal Quick-Step     | + 0"       |
| 9. | Phil Bauhaus    | Bahrain Victorious    | + 0"       |
| 10. | Simon Clarke    | Israel-Premier Tech   | + 0"       |

| \| Totaltävlingen \| Totaltävlingen \| Totaltävlingen \| Totaltävlingen \| Totaltävlingen \| \| Cyklist \| Cyklist \| Lag \| Tid \| \| \| -------------- \| ----------------- \| --------------------- \| -------------- \| -------------- \| \| 1. \| Isaac Del Toro \| UAE Team Emirates \| 13t 15' 54" \| \| \| 2. \| Biniam Girmay \| Intermarché-Wanty \| + 1" \| \| \| 3. \| Corbin Strong \| Israel-Premier Tech \| + 2" \| \| \| 4. \| Axel Mariault \| Cofidis \| + 5" \| \| \| 5. \| Stephen Williams \| Israel-Premier Tech \| + 7" \| \| \| 6. \| Lars Boven \| Alpecin-Deceuninck \| + 7" \| \| \| 7. \| Stefan de Bod \| EF Education-EasyPost \| + 7" \| \| \| 8. \| Georg Zimmermann \| Intermarché-Wanty \| + 8" \| \| \| 9. \| Finn Fisher-Black \| UAE Team Emirates \| + 8" \| \| \| 10. \| Louis Barré \| Arkéa-B&B Hotels \| + 9" \| \| |                   |                       |             |
| |                   |                       |             |
| Källa: ProCyclingStats |                   |                       |             |
| Totaltävlingen |                   |                       |             |
| Cyklist | Cyklist           | Lag                   | Tid         |
| 1. | Isaac Del Toro    | UAE Team Emirates     | 13t 15' 54" |
| 2. | Biniam Girmay     | Intermarché-Wanty     | + 1"        |
| 3. | Corbin Strong     | Israel-Premier Tech   | + 2"        |
| 4. | Axel Mariault     | Cofidis               | + 5"        |
| 5. | Stephen Williams  | Israel-Premier Tech   | + 7"        |
| 6. | Lars Boven        | Alpecin-Deceuninck    | + 7"        |
| 7. | Stefan de Bod     | EF Education-EasyPost | + 7"        |
| 8. | Georg Zimmermann  | Intermarché-Wanty     | + 8"        |
| 9. | Finn Fisher-Black | UAE Team Emirates     | + 8"        |
| 10. | Louis Barré       | Arkéa-B&B Hotels      | + 9"        |

### 5:e etappen
| Christies Beach - Willunga Hill | Kuperat | (129,3 km) |

| \| Placeringar i etappen \| Placeringar i etappen \| Placeringar i etappen \| Placeringar i etappen \| Placeringar i etappen \| \| Cyklist \| Cyklist \| Lag \| Tid \| \| \| --------------------- \| ---------------------- \| -------------------------- \| --------------------- \| --------------------- \| \| 1. \| Oscar Onley \| Team dsm-firmenich PostNL \| 2t 52' 23" \| \| \| 2. \| Stephen Williams \| Israel-Premier Tech \| + 0" \| \| \| 3. \| Jhonatan Narváez \| Ineos Grenadiers \| + 0" \| \| \| 4. \| Julian Alaphilippe \| Soudal Quick-Step \| + 3" \| \| \| 5. \| Bart Lemmen \| Team Visma \\| Lease a Bike \| + 3" \| \| \| 6. \| Simon Yates \| Team Jayco AlUla \| + 3" \| \| \| 7. \| Valentin Paret-Peintre \| Decathlon-AG2R La Mondiale \| + 6" \| \| \| 8. \| Isaac Del Toro \| UAE Team Emirates \| + 6" \| \| \| 9. \| Damien Howson \| Australien \| + 12" \| \| \| 10. \| Finn Fisher-Black \| UAE Team Emirates \| + 20" \| \| |                        |                            |            |
| |                        |                            |            |
| Källa: ProCyclingStats |                        |                            |            |
| Placeringar i etappen |                        |                            |            |
| Cyklist | Cyklist                | Lag                        | Tid        |
| 1. | Oscar Onley            | Team dsm-firmenich PostNL  | 2t 52' 23" |
| 2. | Stephen Williams       | Israel-Premier Tech        | + 0"       |
| 3. | Jhonatan Narváez       | Ineos Grenadiers           | + 0"       |
| 4. | Julian Alaphilippe     | Soudal Quick-Step          | + 3"       |
| 5. | Bart Lemmen            | Team Visma \| Lease a Bike | + 3"       |
| 6. | Simon Yates            | Team Jayco AlUla           | + 3"       |
| 7. | Valentin Paret-Peintre | Decathlon-AG2R La Mondiale | + 6"       |
| 8. | Isaac Del Toro         | UAE Team Emirates          | + 6"       |
| 9. | Damien Howson          | Australien                 | + 12"      |
| 10. | Finn Fisher-Black      | UAE Team Emirates          | + 20"      |

| \| Totaltävlingen \| Totaltävlingen \| Totaltävlingen \| Totaltävlingen \| Totaltävlingen \| \| Cyklist \| Cyklist \| Lag \| Tid \| \| \| -------------- \| ---------------------- \| -------------------------- \| -------------- \| -------------- \| \| 1. \| Stephen Williams \| Israel-Premier Tech \| 16t 08' 18" \| \| \| 2. \| Oscar Onley \| Team dsm-firmenich PostNL \| + 0" \| \| \| 3. \| Jhonatan Narváez \| Ineos Grenadiers \| + 5" \| \| \| 4. \| Isaac Del Toro \| UAE Team Emirates \| + 5" \| \| \| 5. \| Julian Alaphilippe \| Soudal Quick-Step \| + 13" \| \| \| 6. \| Bart Lemmen \| Team Visma \\| Lease a Bike \| + 13" \| \| \| 7. \| Simon Yates \| Team Jayco AlUla \| + 13" \| \| \| 8. \| Valentin Paret-Peintre \| Decathlon-AG2R La Mondiale \| + 16" \| \| \| 9. \| Damien Howson \| Australien \| + 22" \| \| \| 10. \| Axel Mariault \| Cofidis \| + 24" \| \| |                        |                            |             |
| |                        |                            |             |
| Källa: ProCyclingStats |                        |                            |             |
| Totaltävlingen |                        |                            |             |
| Cyklist | Cyklist                | Lag                        | Tid         |
| 1. | Stephen Williams       | Israel-Premier Tech        | 16t 08' 18" |
| 2. | Oscar Onley            | Team dsm-firmenich PostNL  | + 0"        |
| 3. | Jhonatan Narváez       | Ineos Grenadiers           | + 5"        |
| 4. | Isaac Del Toro         | UAE Team Emirates          | + 5"        |
| 5. | Julian Alaphilippe     | Soudal Quick-Step          | + 13"       |
| 6. | Bart Lemmen            | Team Visma \| Lease a Bike | + 13"       |
| 7. | Simon Yates            | Team Jayco AlUla           | + 13"       |
| 8. | Valentin Paret-Peintre | Decathlon-AG2R La Mondiale | + 16"       |
| 9. | Damien Howson          | Australien                 | + 22"       |
| 10. | Axel Mariault          | Cofidis                    | + 24"       |

### 6:e etappen
| Unley - Mount Lofty | Kuperat | (128,2 km) |

| \| Placeringar i etappen \| Placeringar i etappen \| Placeringar i etappen \| Placeringar i etappen \| Placeringar i etappen \| \| Cyklist \| Cyklist \| Lag \| Tid \| \| \| --------------------- \| --------------------- \| -------------------------- \| --------------------- \| --------------------- \| \| 1. \| Stephen Williams \| Israel-Premier Tech \| 3t 05' 26" \| \| \| 2. \| Jhonatan Narváez \| Ineos Grenadiers \| + 0" \| \| \| 3. \| Isaac Del Toro \| UAE Team Emirates \| + 0" \| \| \| 4. \| Bart Lemmen \| Team Visma \\| Lease a Bike \| + 0" \| \| \| 5. \| Laurence Pithie \| Groupama-FDJ \| + 3" \| \| \| 6. \| Julian Alaphilippe \| Soudal Quick-Step \| + 10" \| \| \| 7. \| Damien Howson \| Australien \| + 10" \| \| \| 8. \| Christian Scaroni \| Astana Qazaqstan Team \| + 10" \| \| \| 9. \| Bauke Mollema \| Lidl-Trek \| + 10" \| \| \| 10. \| Lars Boven \| Alpecin-Deceuninck \| + 10" \| \| |                    |                            |            |
| |                    |                            |            |
| Källa: ProCyclingStats |                    |                            |            |
| Placeringar i etappen |                    |                            |            |
| Cyklist | Cyklist            | Lag                        | Tid        |
| 1. | Stephen Williams   | Israel-Premier Tech        | 3t 05' 26" |
| 2. | Jhonatan Narváez   | Ineos Grenadiers           | + 0"       |
| 3. | Isaac Del Toro     | UAE Team Emirates          | + 0"       |
| 4. | Bart Lemmen        | Team Visma \| Lease a Bike | + 0"       |
| 5. | Laurence Pithie    | Groupama-FDJ               | + 3"       |
| 6. | Julian Alaphilippe | Soudal Quick-Step          | + 10"      |
| 7. | Damien Howson      | Australien                 | + 10"      |
| 8. | Christian Scaroni  | Astana Qazaqstan Team      | + 10"      |
| 9. | Bauke Mollema      | Lidl-Trek                  | + 10"      |
| 10. | Lars Boven         | Alpecin-Deceuninck         | + 10"      |

## Resultat

### Sammanlagt
| \| Totaltävlingen \| Totaltävlingen \| Totaltävlingen \| Totaltävlingen \| Totaltävlingen \| \| Cyklist \| Cyklist \| Lag \| Tid \| \| \| -------------- \| ---------------------- \| -------------------------- \| -------------- \| -------------- \| \| 1. \| Stephen Williams \| Israel-Premier Tech \| 19t 13' 34" \| \| \| 2. \| Jhonatan Narváez \| Ineos Grenadiers \| + 9" \| \| \| 3. \| Isaac Del Toro \| UAE Team Emirates \| + 11" \| \| \| 4. \| Oscar Onley \| Team dsm-firmenich PostNL \| + 20" \| \| \| 5. \| Bart Lemmen \| Team Visma \\| Lease a Bike \| + 23" \| \| \| 6. \| Julian Alaphilippe \| Soudal Quick-Step \| + 33" \| \| \| 7. \| Simon Yates \| Team Jayco AlUla \| + 33" \| \| \| 8. \| Valentin Paret-Peintre \| Decathlon-AG2R La Mondiale \| + 36" \| \| \| 9. \| Damien Howson \| Australien \| + 42" \| \| \| 10. \| Jack Haig \| Bahrain Victorious \| + 50" \| \| |                        |                            |             |
| |                        |                            |             |
| Källa: ProCyclingStats |                        |                            |             |
| Totaltävlingen |                        |                            |             |
| Cyklist | Cyklist                | Lag                        | Tid         |
| 1. | Stephen Williams       | Israel-Premier Tech        | 19t 13' 34" |
| 2. | Jhonatan Narváez       | Ineos Grenadiers           | + 9"        |
| 3. | Isaac Del Toro         | UAE Team Emirates          | + 11"       |
| 4. | Oscar Onley            | Team dsm-firmenich PostNL  | + 20"       |
| 5. | Bart Lemmen            | Team Visma \| Lease a Bike | + 23"       |
| 6. | Julian Alaphilippe     | Soudal Quick-Step          | + 33"       |
| 7. | Simon Yates            | Team Jayco AlUla           | + 33"       |
| 8. | Valentin Paret-Peintre | Decathlon-AG2R La Mondiale | + 36"       |
| 9. | Damien Howson          | Australien                 | + 42"       |
| 10. | Jack Haig              | Bahrain Victorious         | + 50"       |

### Övriga tävlingar
| Poängtävlingen | Poängtävlingen   | Poängtävlingen        | Poängtävlingen | Poängtävlingen |
| Cyklist        | Cyklist          | Lag                   | Poäng          |                |
| -------------- | ---------------- | --------------------- | -------------- | -------------- |
| 1.             | Sam Welsford     | Bora-Hansgrohe        | 90 poäng       |                |
| 2.             | Biniam Girmay    | Intermarché-Wanty     | 77 poäng       |                |
| 3.             | Jhonatan Narváez | Ineos Grenadiers      | 70 poäng       |                |
| 4.             | Stephen Williams | Israel-Premier Tech   | 69 poäng       |                |
| 5.             | Isaac Del Toro   | UAE Team Emirates     | 61 poäng       |                |
| 6.             | Laurence Pithie  | Groupama-FDJ          | 60 poäng       |                |
| 7.             | Max Kanter       | Astana Qazaqstan Team | 54 poäng       |                |
| 8.             | Caleb Ewan       | Team Jayco AlUla      | 52 poäng       |                |
| 9.             | Lars Boven       | Alpecin-Deceuninck    | 44 poäng       |                |
| 10.            | Phil Bauhaus     | Bahrain Victorious    | 36 poäng       |                |

| Poängtävlingen | Poängtävlingen   | Poängtävlingen        | Poängtävlingen | Poängtävlingen |
| Cyklist        | Cyklist          | Lag                   | Poäng          |                |
| -------------- | ---------------- | --------------------- | -------------- | -------------- |
| 1.             | Sam Welsford     | Bora-Hansgrohe        | 90 poäng       |                |
| 2.             | Biniam Girmay    | Intermarché-Wanty     | 77 poäng       |                |
| 3.             | Jhonatan Narváez | Ineos Grenadiers      | 70 poäng       |                |
| 4.             | Stephen Williams | Israel-Premier Tech   | 69 poäng       |                |
| 5.             | Isaac Del Toro   | UAE Team Emirates     | 61 poäng       |                |
| 6.             | Laurence Pithie  | Groupama-FDJ          | 60 poäng       |                |
| 7.             | Max Kanter       | Astana Qazaqstan Team | 54 poäng       |                |
| 8.             | Caleb Ewan       | Team Jayco AlUla      | 52 poäng       |                |
| 9.             | Lars Boven       | Alpecin-Deceuninck    | 44 poäng       |                |
| 10.            | Phil Bauhaus     | Bahrain Victorious    | 36 poäng       |                |

| Bergstävlingen | Bergstävlingen     | Bergstävlingen            | Bergstävlingen | Bergstävlingen |
| Cyklist        | Cyklist            | Lag                       | Poäng          |                |
| -------------- | ------------------ | ------------------------- | -------------- | -------------- |
| 1.             | Luke Burns         | Australien                | 45 poäng       |                |
| 2.             | Jardi van der Lee  | EF Education-EasyPost     | 23 poäng       |                |
| 3.             | Gil Gelders        | Soudal Quick-Step         | 20 poäng       |                |
| 4.             | Chris Harper       | Team Jayco AlUla          | 12 poäng       |                |
| 5.             | Julian Alaphilippe | Soudal Quick-Step         | 10 poäng       |                |
| 6.             | António Morgado    | UAE Team Emirates         | 8 poäng        |                |
| 7.             | Tristan Saunders   | Team BridgeLane           | 8 poäng        |                |
| 8.             | Jacopo Mosca       | Lidl-Trek                 | 7 poäng        |                |
| 9.             | Louis Barré        | Arkéa-B&B Hotels          | 6 poäng        |                |
| 10.            | Oscar Onley        | Team dsm-firmenich PostNL | 6 poäng        |                |

| Bergstävlingen | Bergstävlingen     | Bergstävlingen            | Bergstävlingen | Bergstävlingen |
| Cyklist        | Cyklist            | Lag                       | Poäng          |                |
| -------------- | ------------------ | ------------------------- | -------------- | -------------- |
| 1.             | Luke Burns         | Australien                | 45 poäng       |                |
| 2.             | Jardi van der Lee  | EF Education-EasyPost     | 23 poäng       |                |
| 3.             | Gil Gelders        | Soudal Quick-Step         | 20 poäng       |                |
| 4.             | Chris Harper       | Team Jayco AlUla          | 12 poäng       |                |
| 5.             | Julian Alaphilippe | Soudal Quick-Step         | 10 poäng       |                |
| 6.             | António Morgado    | UAE Team Emirates         | 8 poäng        |                |
| 7.             | Tristan Saunders   | Team BridgeLane           | 8 poäng        |                |
| 8.             | Jacopo Mosca       | Lidl-Trek                 | 7 poäng        |                |
| 9.             | Louis Barré        | Arkéa-B&B Hotels          | 6 poäng        |                |
| 10.            | Oscar Onley        | Team dsm-firmenich PostNL | 6 poäng        |                |

| Ungdomstävlingen | Ungdomstävlingen   | Ungdomstävlingen           | Ungdomstävlingen | Ungdomstävlingen |
| Cyklist          | Cyklist            | Lag                        | Tid              |                  |
| ---------------- | ------------------ | -------------------------- | ---------------- | ---------------- |
| 1.               | Isaac Del Toro     | UAE Team Emirates          | 19t 13' 45"      |                  |
| 2.               | Oscar Onley        | Team dsm-firmenich PostNL  | + 9"             |                  |
| 3.               | Bastien Tronchon   | Decathlon-AG2R La Mondiale | + 1' 00"         |                  |
| 4.               | Laurence Pithie    | Groupama-FDJ               | + 1' 01"         |                  |
| 5.               | Gianmarco Garofoli | Astana Qazaqstan Team      | + 2' 00"         |                  |
| 6.               | António Morgado    | UAE Team Emirates          | + 3' 33"         |                  |
| 7.               | Josh Tarling       | Ineos Grenadiers           | + 5' 32"         |                  |
| 8.               | Loe van Belle      | Team Visma \| Lease a Bike | + 7' 11"         |                  |
| 9.               | Mathias Vacek      | Lidl-Trek                  | + 8' 15"         |                  |
| 10.              | Enzo Paleni        | Groupama-FDJ               | + 9' 01"         |                  |

| Ungdomstävlingen | Ungdomstävlingen   | Ungdomstävlingen           | Ungdomstävlingen | Ungdomstävlingen |
| Cyklist          | Cyklist            | Lag                        | Tid              |                  |
| ---------------- | ------------------ | -------------------------- | ---------------- | ---------------- |
| 1.               | Isaac Del Toro     | UAE Team Emirates          | 19t 13' 45"      |                  |
| 2.               | Oscar Onley        | Team dsm-firmenich PostNL  | + 9"             |                  |
| 3.               | Bastien Tronchon   | Decathlon-AG2R La Mondiale | + 1' 00"         |                  |
| 4.               | Laurence Pithie    | Groupama-FDJ               | + 1' 01"         |                  |
| 5.               | Gianmarco Garofoli | Astana Qazaqstan Team      | + 2' 00"         |                  |
| 6.               | António Morgado    | UAE Team Emirates          | + 3' 33"         |                  |
| 7.               | Josh Tarling       | Ineos Grenadiers           | + 5' 32"         |                  |
| 8.               | Loe van Belle      | Team Visma \| Lease a Bike | + 7' 11"         |                  |
| 9.               | Mathias Vacek      | Lidl-Trek                  | + 8' 15"         |                  |
| 10.              | Enzo Paleni        | Groupama-FDJ               | + 9' 01"         |                  |

| Lagtävlingen | Lagtävlingen               | Lagtävlingen | Lagtävlingen |
| Lag          | Lag                        | Tid          |              |
| ------------ | -------------------------- | ------------ | ------------ |
| 1.           | Decathlon-AG2R La Mondiale | 57t 44' 14"  |              |
| 2.           | Israel-Premier Tech        | + 4"         |              |
| 3.           | UAE Team Emirates          | + 6"         |              |
| 4.           | Soudal Quick-Step          | + 16"        |              |
| 5.           | Team Visma \| Lease a Bike | + 24"        |              |
| 6.           | Intermarché-Wanty          | + 1' 42"     |              |
| 7.           | Movistar Team              | + 1' 44"     |              |
| 8.           | Alpecin-Deceuninck         | + 1' 54"     |              |
| 9.           | Lidl-Trek                  | + 2' 10"     |              |
| 10.          | Australien                 | + 2' 39"     |              |

| Lagtävlingen | Lagtävlingen               | Lagtävlingen | Lagtävlingen |
| Lag          | Lag                        | Tid          |              |
| ------------ | -------------------------- | ------------ | ------------ |
| 1.           | Decathlon-AG2R La Mondiale | 57t 44' 14"  |              |
| 2.           | Israel-Premier Tech        | + 4"         |              |
| 3.           | UAE Team Emirates          | + 6"         |              |
| 4.           | Soudal Quick-Step          | + 16"        |              |
| 5.           | Team Visma \| Lease a Bike | + 24"        |              |
| 6.           | Intermarché-Wanty          | + 1' 42"     |              |
| 7.           | Movistar Team              | + 1' 44"     |              |
| 8.           | Alpecin-Deceuninck         | + 1' 54"     |              |
| 9.           | Lidl-Trek                  | + 2' 10"     |              |
| 10.          | Australien                 | + 2' 39"     |              |

## Startlista
| UAE Team Emirates UAD | UAE Team Emirates UAD   | UAE Team Emirates UAD |
| --------------------- | ----------------------- | --------------------- |
| #                     | Cyklist                 | Placering             |
| 1                     | Alessandro Covi (ITA)   | 107.                  |
| 2                     | Finn Fisher-Black (NZL) | 63.                   |
| 3                     | Álvaro Hodeg (COL)      | 127.                  |
| 4                     | António Morgado (POR)   | 47.                   |
| 5                     | Diego Ulissi (ITA)      | 19.                   |
| 6                     | Michael Vink (NZL)      | 98.                   |
| 7                     | Isaac Del Toro (MEX)    | 3.                    |

| Team Jayco AlUla JAY | Team Jayco AlUla JAY        | Team Jayco AlUla JAY |
| -------------------- | --------------------------- | -------------------- |
| #                    | Cyklist                     | Placering            |
| 11                   | Caleb Ewan (AUS)            | 103.                 |
| 12                   | Simon Yates (GBR)           | 7.                   |
| 13                   | Luke Plapp (AUS) (landsväg) | DNS-4                |
| 14                   | Kelland O'Brien (AUS)       | 90.                  |
| 15                   | Michael Hepburn (AUS)       | 129.                 |
| 16                   | Chris Harper (AUS)          | 26.                  |
| 17                   | Campbell Stewart (NZL)      | 122.                 |

| Bahrain Victorious TBV | Bahrain Victorious TBV      | Bahrain Victorious TBV |
| ---------------------- | --------------------------- | ---------------------- |
| #                      | Cyklist                     | Placering              |
| 21                     | Nicolò Buratti (ITA)        | 119.                   |
| 22                     | Phil Bauhaus (GER)          | 88.                    |
| 23                     | Jack Haig (AUS)             | 10.                    |
| 24                     | Fran Miholjević (CRO)       | 87.                    |
| 25                     | Johan Price-Pejtersen (DEN) | 130.                   |
| 26                     | Cameron Scott (AUS)         | DNS-4                  |
| 27                     | Torstein Træen (NOR)        | DNS-5                  |

| Soudal Quick-Step SOQ | Soudal Quick-Step SOQ    | Soudal Quick-Step SOQ |
| --------------------- | ------------------------ | --------------------- |
| #                     | Cyklist                  | Placering             |
| 31                    | Julian Alaphilippe (FRA) | 6.                    |
| 32                    | Josef Černý (CZE)        | 126.                  |
| 33                    | James Knox (GBR)         | 30.                   |
| 34                    | Casper Pedersen (DEN)    | 83.                   |
| 35                    | Pieter Serry (BEL)       | 59.                   |
| 36                    | Antoine Huby (FRA)       | 27.                   |
| 37                    | Gil Gelders (BEL)        | 76.                   |

| Decathlon-AG2R La Mondiale DAT | Decathlon-AG2R La Mondiale DAT | Decathlon-AG2R La Mondiale DAT |
| ------------------------------ | ------------------------------ | ------------------------------ |
| #                              | Cyklist                        | Placering                      |
| 41                             | Clément Berthet (FRA)          | 46.                            |
| 42                             | Franck Bonnamour (FRA)         | 54.                            |
| 43                             | Jaakko Hänninen (FIN)          | 41.                            |
| 44                             | Paul Lapeira (FRA)             | 77.                            |
| 45                             | Valentin Paret-Peintre (FRA)   | 8.                             |
| 46                             | Nans Peters (FRA)              | 71.                            |
| 47                             | Bastien Tronchon (FRA)         | 21.                            |

| Intermarché-Wanty IWA | Intermarché-Wanty IWA  | Intermarché-Wanty IWA |
| --------------------- | ---------------------- | --------------------- |
| #                     | Cyklist                | Placering             |
| 51                    | Lilian Calmejane (FRA) | 24.                   |
| 52                    | Biniam Girmay (ERI)    | 56.                   |
| 53                    | Madis Mihkels (EST)    | 74.                   |
| 54                    | Tom Paquot (BEL)       | 113.                  |
| 55                    | Simone Petilli (ITA)   | 58.                   |
| 56                    | Dion Smith (NZL)       | 57.                   |
| 57                    | Georg Zimmermann (GER) | 12.                   |

| Israel-Premier Tech IPT | Israel-Premier Tech IPT | Israel-Premier Tech IPT |
| ----------------------- | ----------------------- | ----------------------- |
| #                       | Cyklist                 | Placering               |
| 61                      | George Bennett (NZL)    | 36.                     |
| 62                      | Guillaume Boivin (CAN)  | 125.                    |
| 63                      | Simon Clarke (AUS)      | 68.                     |
| 64                      | Derek Gee (CAN)         | 52.                     |
| 65                      | Nick Schultz (AUS)      | 11.                     |
| 66                      | Corbin Strong (NZL)     | DNF-5                   |
| 67                      | Stephen Williams (GBR)  | 1.                      |

| Ineos Grenadiers IGD | Ineos Grenadiers IGD   | Ineos Grenadiers IGD |
| -------------------- | ---------------------- | -------------------- |
| #                    | Cyklist                | Placering            |
| 71                   | Filippo Ganna (ITA)    | 116.                 |
| 72                   | Laurens De Plus (BEL)  | 45.                  |
| 73                   | Leo Hayter (GBR)       | 123.                 |
| 74                   | Jhonatan Narváez (ECU) | 2.                   |
| 75                   | Josh Tarling (GBR)     | 55.                  |
| 76                   | Ben Swift (GBR)        | 110.                 |
| 77                   | Elia Viviani (ITA)     | 118.                 |

| Bora-Hansgrohe BOH | Bora-Hansgrohe BOH     | Bora-Hansgrohe BOH |
| ------------------ | ---------------------- | ------------------ |
| #                  | Cyklist                | Placering          |
| 81                 | Sam Welsford (AUS)     | 99.                |
| 82                 | Roger Adrià (ESP)      | 18.                |
| 83                 | Patrick Gamper (AUT)   | 75.                |
| 84                 | Filip Maciejuk (POL)   | 94.                |
| 85                 | Ryan Mullen (IRL)      | 117.               |
| 86                 | Danny van Poppel (NED) | 101.               |
| 87                 | Ben Zwiehoff (GER)     | 13.                |

| Team dsm-firmenich PostNL DFP | Team dsm-firmenich PostNL DFP  | Team dsm-firmenich PostNL DFP |
| ----------------------------- | ------------------------------ | ----------------------------- |
| #                             | Cyklist                        | Placering                     |
| 91                            | Patrick Bevin (NZL)            | 109.                          |
| 92                            | Pavel Bittner (CZE)            | 92.                           |
| 93                            | Patrick Eddy (AUS)             | DNF-6                         |
| 94                            | Chris Hamilton (AUS)           | 25.                           |
| 95                            | Sean Flynn (GBR)               | 86.                           |
| 96                            | Emīls Liepiņš (LAT) (landsväg) | 95.                           |
| 97                            | Oscar Onley (GBR)              | 4.                            |

| Cofidis COF | Cofidis COF                   | Cofidis COF |
| ----------- | ----------------------------- | ----------- |
| #           | Cyklist                       | Placering   |
| 101         | Piet Allegaert (BEL)          | 102.        |
| 102         | Rubén Fernández Andújar (ESP) | 53.         |
| 103         | Eddy Finé (FRA)               | 44.         |
| 104         | Milan Fretin (BEL)            | 72.         |
| 105         | Oliver Knight (GBR)           | DNF-2       |
| 106         | Simon Geschke (GER)           | 42.         |
| 107         | Axel Mariault (FRA)           | 39.         |

| Arkéa-B&B Hotels ARK | Arkéa-B&B Hotels ARK    | Arkéa-B&B Hotels ARK |
| -------------------- | ----------------------- | -------------------- |
| #                    | Cyklist                 | Placering            |
| 111                  | Louis Barré (FRA)       | 28.                  |
| 112                  | Anthony Delaplace (FRA) | 51.                  |
| 113                  | Laurens Huys (BEL)      | 112.                 |
| 114                  | Kévin Ledanois (FRA)    | 78.                  |
| 115                  | Daniel McLay (GBR)      | 128.                 |
| 116                  | Miles Scotson (AUS)     | 85.                  |
| 117                  | Michel Ries (LUX)       | 31.                  |

| Movistar Team MOV | Movistar Team MOV         | Movistar Team MOV |
| ----------------- | ------------------------- | ----------------- |
| #                 | Cyklist                   | Placering         |
| 121               | Jon Barrenetxea (ESP)     | 32.               |
| 122               | Iván García Cortina (ESP) | 81.               |
| 123               | Ruben Guerreiro (POR)     | 14.               |
| 124               | Johan Jacobs (SUI)        | 124.              |
| 125               | Manlio Moro (ITA)         | 89.               |
| 126               | Vinicius Rangel (BRA)     | 111.              |
| 127               | Gonzalo Serrano (ESP)     | 34.               |

| Team Visma \| Lease a Bike TVL | Team Visma \| Lease a Bike TVL | Team Visma \| Lease a Bike TVL |
| ------------------------------ | ------------------------------ | ------------------------------ |
| #                              | Cyklist                        | Placering                      |
| 131                            | Koen Bouwman (NED)             | 33.                            |
| 132                            | Robert Gesink (NED)            | 49.                            |
| 133                            | Bart Lemmen (NED)              | 5.                             |
| 134                            | Johannes Staune-Mittet (NOR)   | 105.                           |
| 135                            | Milan Vader (NED)              | 37.                            |
| 136                            | Loe van Belle (NED)            | 60.                            |
| 137                            | Mick van Dijke (NED)           | 65.                            |

| EF Education-EasyPost EFE | EF Education-EasyPost EFE | EF Education-EasyPost EFE |
| ------------------------- | ------------------------- | ------------------------- |
| #                         | Cyklist                   | Placering                 |
| 141                       | Harry Sweeny (AUS)        | 66.                       |
| 142                       | Stefan de Bod (RSA)       | 43.                       |
| 143                       | Owain Doull (GBR)         | 73.                       |
| 144                       | Jack Rootkin-Gray (GBR)   | 104.                      |
| 145                       | Jonas Rutsch (GER)        | 69.                       |
| 146                       | Archie Ryan (IRL)         | 29.                       |
| 147                       | Jardi van der Lee (NED)   | 82.                       |

| Alpecin-Deceuninck ADC | Alpecin-Deceuninck ADC    | Alpecin-Deceuninck ADC |
| ---------------------- | ------------------------- | ---------------------- |
| #                      | Cyklist                   | Placering              |
| 151                    | Maurice Ballerstedt (GER) | 108.                   |
| 152                    | Lars Boven (NED)          | 23.                    |
| 153                    | Juri Hollmann (GER)       | 62.                    |
| 154                    | Tobias Bayer (AUT)        | 40.                    |
| 155                    | Jason Osborne (GER)       | DNF-5                  |
| 156                    | Luca Vergallito (ITA)     | 17.                    |
| 157                    | Stan Van Tricht (BEL)     | 84.                    |

| Astana Qazaqstan Team AST | Astana Qazaqstan Team AST | Astana Qazaqstan Team AST |
| ------------------------- | ------------------------- | ------------------------- |
| #                         | Cyklist                   | Placering                 |
| 161                       | Samuele Battistella (ITA) | 121.                      |
| 162                       | Gianmarco Garofoli (ITA)  | 35.                       |
| 163                       | Michele Gazzoli (ITA)     | 120.                      |
| 164                       | Dmitriy Gruzdev (KAZ)     | 80.                       |
| 165                       | Max Kanter (GER)          | 38.                       |
| 166                       | Rüdiger Selig (GER)       | DNS-5                     |
| 167                       | Christian Scaroni (ITA)   | 97.                       |

| Lidl-Trek LTK | Lidl-Trek LTK                  | Lidl-Trek LTK |
| ------------- | ------------------------------ | ------------- |
| #             | Cyklist                        | Placering     |
| 171           | Dario Cataldo (ITA)            | 91.           |
| 172           | Juan Pedro López (ESP)         | 16.           |
| 173           | Bauke Mollema (NED)            | 15.           |
| 174           | Jacopo Mosca (ITA)             | 79.           |
| 175           | Quinn Simmons (USA) (landsväg) | 61.           |
| 176           | Natnael Tesfatsion (ERI)       | 50.           |
| 177           | Mathias Vacek (CZE) (landsväg) | 64.           |

| Groupama-FDJ GFC | Groupama-FDJ GFC      | Groupama-FDJ GFC |
| ---------------- | --------------------- | ---------------- |
| #                | Cyklist               | Placering        |
| 181              | Clément Davy (FRA)    | 115.             |
| 183              | Fabian Lienhard (SUI) | 96.              |
| 184              | Enzo Paleni (FRA)     | 70.              |
| 185              | Laurence Pithie (NZL) | 22.              |
| 186              | Rudy Molard (FRA)     | DNF-3            |
| 187              | Reuben Thompson (NZL) | 48.              |

| Australien AUS | Australien AUS   | Australien AUS |
| -------------- | ---------------- | -------------- |
| #              | Cyklist          | Placering      |
| 191            | Michael Storer   | 20.            |
| 192            | Damien Howson    | 9.             |
| 193            | Declan Trezise   | 100.           |
| 194            | Tristan Saunders | 93.            |
| 195            | Luke Burns       | 67.            |
| 196            | Jackson Medway   | 106.           |
| 197            | Liam Walsh       | 114.           |

| UAE Team Emirates UAD | UAE Team Emirates UAD   | UAE Team Emirates UAD |
| --------------------- | ----------------------- | --------------------- |
| #                     | Cyklist                 | Placering             |
| 1                     | Alessandro Covi (ITA)   | 107.                  |
| 2                     | Finn Fisher-Black (NZL) | 63.                   |
| 3                     | Álvaro Hodeg (COL)      | 127.                  |
| 4                     | António Morgado (POR)   | 47.                   |
| 5                     | Diego Ulissi (ITA)      | 19.                   |
| 6                     | Michael Vink (NZL)      | 98.                   |
| 7                     | Isaac Del Toro (MEX)    | 3.                    |

| Team Jayco AlUla JAY | Team Jayco AlUla JAY        | Team Jayco AlUla JAY |
| -------------------- | --------------------------- | -------------------- |
| #                    | Cyklist                     | Placering            |
| 11                   | Caleb Ewan (AUS)            | 103.                 |
| 12                   | Simon Yates (GBR)           | 7.                   |
| 13                   | Luke Plapp (AUS) (landsväg) | DNS-4                |
| 14                   | Kelland O'Brien (AUS)       | 90.                  |
| 15                   | Michael Hepburn (AUS)       | 129.                 |
| 16                   | Chris Harper (AUS)          | 26.                  |
| 17                   | Campbell Stewart (NZL)      | 122.                 |

| Bahrain Victorious TBV | Bahrain Victorious TBV      | Bahrain Victorious TBV |
| ---------------------- | --------------------------- | ---------------------- |
| #                      | Cyklist                     | Placering              |
| 21                     | Nicolò Buratti (ITA)        | 119.                   |
| 22                     | Phil Bauhaus (GER)          | 88.                    |
| 23                     | Jack Haig (AUS)             | 10.                    |
| 24                     | Fran Miholjević (CRO)       | 87.                    |
| 25                     | Johan Price-Pejtersen (DEN) | 130.                   |
| 26                     | Cameron Scott (AUS)         | DNS-4                  |
| 27                     | Torstein Træen (NOR)        | DNS-5                  |

| Soudal Quick-Step SOQ | Soudal Quick-Step SOQ    | Soudal Quick-Step SOQ |
| --------------------- | ------------------------ | --------------------- |
| #                     | Cyklist                  | Placering             |
| 31                    | Julian Alaphilippe (FRA) | 6.                    |
| 32                    | Josef Černý (CZE)        | 126.                  |
| 33                    | James Knox (GBR)         | 30.                   |
| 34                    | Casper Pedersen (DEN)    | 83.                   |
| 35                    | Pieter Serry (BEL)       | 59.                   |
| 36                    | Antoine Huby (FRA)       | 27.                   |
| 37                    | Gil Gelders (BEL)        | 76.                   |

| Decathlon-AG2R La Mondiale DAT | Decathlon-AG2R La Mondiale DAT | Decathlon-AG2R La Mondiale DAT |
| ------------------------------ | ------------------------------ | ------------------------------ |
| #                              | Cyklist                        | Placering                      |
| 41                             | Clément Berthet (FRA)          | 46.                            |
| 42                             | Franck Bonnamour (FRA)         | 54.                            |
| 43                             | Jaakko Hänninen (FIN)          | 41.                            |
| 44                             | Paul Lapeira (FRA)             | 77.                            |
| 45                             | Valentin Paret-Peintre (FRA)   | 8.                             |
| 46                             | Nans Peters (FRA)              | 71.                            |
| 47                             | Bastien Tronchon (FRA)         | 21.                            |

| Intermarché-Wanty IWA | Intermarché-Wanty IWA  | Intermarché-Wanty IWA |
| --------------------- | ---------------------- | --------------------- |
| #                     | Cyklist                | Placering             |
| 51                    | Lilian Calmejane (FRA) | 24.                   |
| 52                    | Biniam Girmay (ERI)    | 56.                   |
| 53                    | Madis Mihkels (EST)    | 74.                   |
| 54                    | Tom Paquot (BEL)       | 113.                  |
| 55                    | Simone Petilli (ITA)   | 58.                   |
| 56                    | Dion Smith (NZL)       | 57.                   |
| 57                    | Georg Zimmermann (GER) | 12.                   |

| Israel-Premier Tech IPT | Israel-Premier Tech IPT | Israel-Premier Tech IPT |
| ----------------------- | ----------------------- | ----------------------- |
| #                       | Cyklist                 | Placering               |
| 61                      | George Bennett (NZL)    | 36.                     |
| 62                      | Guillaume Boivin (CAN)  | 125.                    |
| 63                      | Simon Clarke (AUS)      | 68.                     |
| 64                      | Derek Gee (CAN)         | 52.                     |
| 65                      | Nick Schultz (AUS)      | 11.                     |
| 66                      | Corbin Strong (NZL)     | DNF-5                   |
| 67                      | Stephen Williams (GBR)  | 1.                      |

| Ineos Grenadiers IGD | Ineos Grenadiers IGD   | Ineos Grenadiers IGD |
| -------------------- | ---------------------- | -------------------- |
| #                    | Cyklist                | Placering            |
| 71                   | Filippo Ganna (ITA)    | 116.                 |
| 72                   | Laurens De Plus (BEL)  | 45.                  |
| 73                   | Leo Hayter (GBR)       | 123.                 |
| 74                   | Jhonatan Narváez (ECU) | 2.                   |
| 75                   | Josh Tarling (GBR)     | 55.                  |
| 76                   | Ben Swift (GBR)        | 110.                 |
| 77                   | Elia Viviani (ITA)     | 118.                 |

| Bora-Hansgrohe BOH | Bora-Hansgrohe BOH     | Bora-Hansgrohe BOH |
| ------------------ | ---------------------- | ------------------ |
| #                  | Cyklist                | Placering          |
| 81                 | Sam Welsford (AUS)     | 99.                |
| 82                 | Roger Adrià (ESP)      | 18.                |
| 83                 | Patrick Gamper (AUT)   | 75.                |
| 84                 | Filip Maciejuk (POL)   | 94.                |
| 85                 | Ryan Mullen (IRL)      | 117.               |
| 86                 | Danny van Poppel (NED) | 101.               |
| 87                 | Ben Zwiehoff (GER)     | 13.                |

| Team dsm-firmenich PostNL DFP | Team dsm-firmenich PostNL DFP  | Team dsm-firmenich PostNL DFP |
| ----------------------------- | ------------------------------ | ----------------------------- |
| #                             | Cyklist                        | Placering                     |
| 91                            | Patrick Bevin (NZL)            | 109.                          |
| 92                            | Pavel Bittner (CZE)            | 92.                           |
| 93                            | Patrick Eddy (AUS)             | DNF-6                         |
| 94                            | Chris Hamilton (AUS)           | 25.                           |
| 95                            | Sean Flynn (GBR)               | 86.                           |
| 96                            | Emīls Liepiņš (LAT) (landsväg) | 95.                           |
| 97                            | Oscar Onley (GBR)              | 4.                            |

| Cofidis COF | Cofidis COF                   | Cofidis COF |
| ----------- | ----------------------------- | ----------- |
| #           | Cyklist                       | Placering   |
| 101         | Piet Allegaert (BEL)          | 102.        |
| 102         | Rubén Fernández Andújar (ESP) | 53.         |
| 103         | Eddy Finé (FRA)               | 44.         |
| 104         | Milan Fretin (BEL)            | 72.         |
| 105         | Oliver Knight (GBR)           | DNF-2       |
| 106         | Simon Geschke (GER)           | 42.         |
| 107         | Axel Mariault (FRA)           | 39.         |

| Arkéa-B&B Hotels ARK | Arkéa-B&B Hotels ARK    | Arkéa-B&B Hotels ARK |
| -------------------- | ----------------------- | -------------------- |
| #                    | Cyklist                 | Placering            |
| 111                  | Louis Barré (FRA)       | 28.                  |
| 112                  | Anthony Delaplace (FRA) | 51.                  |
| 113                  | Laurens Huys (BEL)      | 112.                 |
| 114                  | Kévin Ledanois (FRA)    | 78.                  |
| 115                  | Daniel McLay (GBR)      | 128.                 |
| 116                  | Miles Scotson (AUS)     | 85.                  |
| 117                  | Michel Ries (LUX)       | 31.                  |

| Movistar Team MOV | Movistar Team MOV         | Movistar Team MOV |
| ----------------- | ------------------------- | ----------------- |
| #                 | Cyklist                   | Placering         |
| 121               | Jon Barrenetxea (ESP)     | 32.               |
| 122               | Iván García Cortina (ESP) | 81.               |
| 123               | Ruben Guerreiro (POR)     | 14.               |
| 124               | Johan Jacobs (SUI)        | 124.              |
| 125               | Manlio Moro (ITA)         | 89.               |
| 126               | Vinicius Rangel (BRA)     | 111.              |
| 127               | Gonzalo Serrano (ESP)     | 34.               |

| Team Visma \| Lease a Bike TVL | Team Visma \| Lease a Bike TVL | Team Visma \| Lease a Bike TVL |
| ------------------------------ | ------------------------------ | ------------------------------ |
| #                              | Cyklist                        | Placering                      |
| 131                            | Koen Bouwman (NED)             | 33.                            |
| 132                            | Robert Gesink (NED)            | 49.                            |
| 133                            | Bart Lemmen (NED)              | 5.                             |
| 134                            | Johannes Staune-Mittet (NOR)   | 105.                           |
| 135                            | Milan Vader (NED)              | 37.                            |
| 136                            | Loe van Belle (NED)            | 60.                            |
| 137                            | Mick van Dijke (NED)           | 65.                            |

| EF Education-EasyPost EFE | EF Education-EasyPost EFE | EF Education-EasyPost EFE |
| ------------------------- | ------------------------- | ------------------------- |
| #                         | Cyklist                   | Placering                 |
| 141                       | Harry Sweeny (AUS)        | 66.                       |
| 142                       | Stefan de Bod (RSA)       | 43.                       |
| 143                       | Owain Doull (GBR)         | 73.                       |
| 144                       | Jack Rootkin-Gray (GBR)   | 104.                      |
| 145                       | Jonas Rutsch (GER)        | 69.                       |
| 146                       | Archie Ryan (IRL)         | 29.                       |
| 147                       | Jardi van der Lee (NED)   | 82.                       |

| Alpecin-Deceuninck ADC | Alpecin-Deceuninck ADC    | Alpecin-Deceuninck ADC |
| ---------------------- | ------------------------- | ---------------------- |
| #                      | Cyklist                   | Placering              |
| 151                    | Maurice Ballerstedt (GER) | 108.                   |
| 152                    | Lars Boven (NED)          | 23.                    |
| 153                    | Juri Hollmann (GER)       | 62.                    |
| 154                    | Tobias Bayer (AUT)        | 40.                    |
| 155                    | Jason Osborne (GER)       | DNF-5                  |
| 156                    | Luca Vergallito (ITA)     | 17.                    |
| 157                    | Stan Van Tricht (BEL)     | 84.                    |

| Astana Qazaqstan Team AST | Astana Qazaqstan Team AST | Astana Qazaqstan Team AST |
| ------------------------- | ------------------------- | ------------------------- |
| #                         | Cyklist                   | Placering                 |
| 161                       | Samuele Battistella (ITA) | 121.                      |
| 162                       | Gianmarco Garofoli (ITA)  | 35.                       |
| 163                       | Michele Gazzoli (ITA)     | 120.                      |
| 164                       | Dmitriy Gruzdev (KAZ)     | 80.                       |
| 165                       | Max Kanter (GER)          | 38.                       |
| 166                       | Rüdiger Selig (GER)       | DNS-5                     |
| 167                       | Christian Scaroni (ITA)   | 97.                       |

| Lidl-Trek LTK | Lidl-Trek LTK                  | Lidl-Trek LTK |
| ------------- | ------------------------------ | ------------- |
| #             | Cyklist                        | Placering     |
| 171           | Dario Cataldo (ITA)            | 91.           |
| 172           | Juan Pedro López (ESP)         | 16.           |
| 173           | Bauke Mollema (NED)            | 15.           |
| 174           | Jacopo Mosca (ITA)             | 79.           |
| 175           | Quinn Simmons (USA) (landsväg) | 61.           |
| 176           | Natnael Tesfatsion (ERI)       | 50.           |
| 177           | Mathias Vacek (CZE) (landsväg) | 64.           |

| Groupama-FDJ GFC | Groupama-FDJ GFC      | Groupama-FDJ GFC |
| ---------------- | --------------------- | ---------------- |
| #                | Cyklist               | Placering        |
| 181              | Clément Davy (FRA)    | 115.             |
| 183              | Fabian Lienhard (SUI) | 96.              |
| 184              | Enzo Paleni (FRA)     | 70.              |
| 185              | Laurence Pithie (NZL) | 22.              |
| 186              | Rudy Molard (FRA)     | DNF-3            |
| 187              | Reuben Thompson (NZL) | 48.              |

| Australien AUS | Australien AUS   | Australien AUS |
| -------------- | ---------------- | -------------- |
| #              | Cyklist          | Placering      |
| 191            | Michael Storer   | 20.            |
| 192            | Damien Howson    | 9.             |
| 193            | Declan Trezise   | 100.           |
| 194            | Tristan Saunders | 93.            |
| 195            | Luke Burns       | 67.            |
| 196            | Jackson Medway   | 106.           |
| 197            | Liam Walsh       | 114.           |

Förklaringar
DNF = Fullföljde inte, OTL = Utanför tidsgränsen, DNS = Startade inte, DSQ = Diskvalificerad